# Swamplord
 (février 2024).
Si vous disposez d'ouvrages ou d'articles de référence ou si vous connaissez des sites web de qualité traitant du thème abordé ici, merci de compléter l'article en donnant les références utiles à sa vérifiabilité et en les liant à la section « Notes et références ».
Albums de Kalmah
Svieri Obraza
(1999) They Will Return
(2002)
Swamplord est le premier album studio du groupe de death metal mélodique finlandais Kalmah. Il a été enregistré et mixé au studio Tico-Tico en septembre 2000.

## Liste des titres
| No  | Titre                                       | Durée |
| --- | ------------------------------------------- | ----- |
| 1.  | Evil in You                                 | 5:08  |
| 2.  | Withering Away                              | 3:34  |
| 3.  | Heritance of Berija                         | 4:30  |
| 4.  | Black Roija                                 | 4:15  |
| 5.  | Dance of the Water                          | 4:31  |
| 6.  | Hades                                       | 4:25  |
| 7.  | Alteration                                  | 4:42  |
| 8.  | Using the Word                              | 5:07  |
| 9.  | The Blind Leader (Demo) (Édition japonaise) | 3:12  |
| 10. | Vezidoroga (Édition japonaise)              | 3:49  |

## Musiciens
- Pekka Kokko : Guitare rythmique et Voix
- Antti Kokko : Guitare lead
- Altti Veteläinen : Basse
- Pasi Hiltula : Clavier
- Petri Sankala : Batterie